# Comepecados (cómic)
Come-Pecados es un nombre dado a varios personajes ficticios que aparecen en los cómics estadounidenses publicados por Marvel Comics. El personaje generalmente aparece en los cómics de Spider-Man y Ghost Rider.

## Biografías de personajes ficticios relacionados con Spider-Man

### Stanley Carter
Stanley Carter nació en Fort Meade, Maryland. Fue un agente de S.H.I.E.L.D. trabajando en investigación y desarrollo. Se le inyectaron medicamentos experimentales para aumentar la fuerza y la resistencia, pero cuando el programa fue designado como demasiado peligroso, se suspendió. Carter se volvió violento y renunció a S.H.I.E.L.D., y eventualmente se convirtió en detective del Departamento de Policía de la Ciudad de Nueva York. Después de que su compañero fue asesinado por varios criminales jóvenes, se obsesionó con matar a cualquiera que "pecó" abusando de la autoridad.
Como Comepecados, su primera víctima fue la capitana Jean DeWolff (en el arco de la historia de "La muerte de Jean DeWolff"). Como detective, se le asigna a encontrar al asesino, y trabaja en estrecha colaboración con Spider-Man. Su siguiente víctima es el juez Horace Rosenthal, un amigo de Matt Murdock. Durante su fuga después de matar a Rosenthal, es atacado por Spider-Man y mata a un espectador durante la batalla. Cuando Spider-Man y Daredevil descubren que la próxima víctima del Comepecados será Betty Brant, el primer amor de Peter Parker, se apresuran a salvarla. Spider-Man se enfurece y golpea al Comepecados casi hasta la muerte. Mientras lo transfieren a la isla Ryker, una multitud vengativa que incluye al padre de De Wolff intenta matarlo, pero Daredevil y Spider-Man intervienen.
Carter recibe atención psicológica y médica, pero está paralizado por la paliza que infligió Spider-Man. S.H.I.E.L.D. purga todas las drogas de su sistema durante este tiempo, pero aún tiene visiones de su personaje Comepecados. Después de que liberen a Carter, él le devuelve el favor que Spider-Man le hizo rescatándolo de una multitud enojada, y comienza a escribir memorias de su carrera como el devorador de pecados. Sin embargo, le cuesta reajustarse a la sociedad. Finalmente, toma un disparo, toma una escopeta vacía y alienta a los policías a abrir fuego contra él.
La revelación pública de la identidad del Comepecados como Stanley Carter por Peter Parker fue responsable de la ruina de la carrera periodística de Eddie Brock, ya que Brock había publicado una serie de artículos sobre el Sin-Eater en The Daily Globe, basado en sus entrevistas con otro hombre que decía ser el Devorador de Pecados, el Sr. Emil Gregg ("un confesor compulsivo"). Esto llevó al odio de Brock hacia Peter y, finalmente, a su unión con el simbionte alienígena Venom.

### Michael Engelschwert
Un asesino imitador de Comepecados aparece en la miniserie de Venom: Sinner Takes All. Michael Engelschwert, un veterano de la Guerra del Golfo, se refugió en un refugio para personas sin hogar al lado del imitador de Comepecados, Emil Gregg. Las divagaciones nocturnas de Gregg llevan a Engelschwert a emular los delirios del Comepecados de Gregg. Aparece en los escalones de un juzgado blandiendo una escopeta y mata a varias personas, mientras que hiere a Anne Weying, la exesposa del antihéroe Venom. Él irrumpe en un hospital para terminar con Weying, solo para descubrir que Venom se ha convertido en su protector. A pesar de su falta de superpoderes, Engelschwert puede mantenerse constantemente dos pasos por delante de Venom y la policía mientras continúa su matanza. Finalmente se detiene cuando otro psicópata con una escopeta le dispara en la espalda. Al darse cuenta de que la herida es fatal, dispara una bomba atada a su pecho.

### Espectacular Comepecados
Durante la historia de AXIS, surge un nuevo y sobrenatural Comepecados que aterroriza a la ciudad de Nueva York y dispara a los miembros de la prensa. Carnage, cuya moralidad había sido alterada por un hechizo lanzado por el Doctor Doom y la Bruja Escarlata, quién entra en conflicto con el Comepecados cuando le impide asesinar a una periodista llamada Alice Gleason. Más tarde, el Comepecados logra rastrear y secuestrar a Alice, llevándola a su guarida e insinuando que es un no-muerto Emil Gregg, el hombre que le dijo a Eddie Brock que él fue el primer Comepecados. Antes de que el Comepecados pueda dañar a Alice, ella es rescatada por Carnage, quien le permite al Comepecados absorber todo su mal reprimido. Abrumado por los pecados de Carnage, el Comepecados alcanza un tamaño gigantesco y explota cuando Carnage declara: "Descansa ahora, alma errante. Tu trabajo está hecho".

## Poderes y habilidades
El Comepecados tenía fuerza física artificialmente elevada, similar a la del Capitán América. A pesar de que su fuerza fue mayor que la de cualquier atleta olímpico, no superó las limitaciones hipotéticas naturales del cuerpo humano y no es considerada verdaderamente sobrehumana. Los mismos experimentos clandestinos que producían su físico probablemente también lo volvieron loco. También había recibido entrenamiento militar, aunque fue menos efectivo por su locura. Es un experto combatiente mano a mano y un tirador hábil, con su arma característica como una escopeta de doble cañón.
El segundo Comepecados manejaba una gran variedad de armas, bombas, cuchillos y lanzacohetes, y llevaba un traje a prueba de balas.
El tercer Comepecados presentó afirmaciones de ser capaz de detectar el mal dentro de otros y de absorber una energía verde que, según él, es la de todos sus pecados después de matarlos. Tampoco se ve afectado por los disparos repetidos con un arma de fuego, y vuelve a crecer su propia cabeza (que no es más que un cráneo) después de que es destruido por Carnage.

## Biografías de personajes ficticios relacionados con Ghost Rider

### Ethan Domblue
Un personaje llamado antes Comepecados apareció por primera vez en Ghost Rider # 80. Ethan Domblue era un pastor obsesionado con tener una congregación sin pecado. El enemigo de Ghost Rider Centurious le dio a Ethan el poder de "comer" los pecados de su congregación, dejándolos en un pasivo estado "sin pecado". No se dio cuenta de que al colocar las almas de sus feligreses en el Cristal de las Almas, estaba creando un ejército de esclavos como zombis leales a Centurious. Con el tiempo, Ghost Rider derrotó a Centurious y liberó a las almas del cristal. Como último acto de redención, Ethan Domblue eliminó a Zarathos de Johnny Blaze y puso el demonio en el Cristal de Almas, liberando Blaze de la maldición de Ghost Rider.

### El reverendo Styge
Dan Ketch, el segundo Ghost Rider, También había un enemigo que se refiere como El Comepecados. El reverendo Styge fue concedido del poder por Chthon de resucitar a los muertos al consumir a los vivos.

## En otros medios

### Televisión
- Stan Carter aparece en The Spectacular Spider-Man, con la voz de Thomas F. Wilson.[12] Es un sargento de policía uniformado que se asoció con la oficial Jean DeWolff y expresó un mal genio con Max Dillon después de que se negó a regresar al hospital. Muestra su apoyo a las actividades de Spider-Man, a diferencia de su compañero, incluso bloqueando un área de construcción para que Spider-Man pueda terminar luchando contra el Hombre de Arena.

### Película
- Una campaña de marketing viral para el largometraje The Amazing Spider-Man 2 de 2014 muestra un artículo del Daily Bugle en el que se menciona a Carter como jefe interino de la Unidad de Delitos Mayores.[13][14]

### Novelas
- En la novela de Spider-Man, Spider-Man: El Réquiem, Stanley Carter no aparece como Comepecados sino como la nueva encarnación de Carrión, que fue traído de vuelta a la vida por S.H.I.E.L.D. Stanley Carter volvió a la vida después de que la Camarilla de Scrier utiliza el virus de Carrión (creado por el profesor Miles Warren) para regresar a Stanley a la vida en un intento de robar el Darkhold de S.H.I.E.L.D. Spider-Man y el nuevo Stanley Carter / Carrión lucharon por un tiempo, pero finalmente Carter comenzó a luchar con Carrión para controlar su propio cuerpo y cuando la Camarilla de Scrier trajo al antiguo dios Chthon (que destruiría el mundo) Carter / Carrión renunció a su propia vida para detener el dios. Mientras Stanley estaba vivo se había escondido de las autoridades en la casa de su tío Emory Carter y Emory habían sido infectado por el virus de Carrión cuando estaba cerca de Stanley. Cuando Stanley murió, Emory se convirtió en el próximo Carrión, pero fue derrotado después por Spider-Man.